# Cannonau di Sardegna Jerzu
Le Cannonau di Sardegna Jerzu est un vin DOC, depuis le décret du 21 juillet 1972. Il est produit dans la province de Nuoro, dans la commune de Jerzu, à partir de raisins du cépage cannonau.

## Caractéristiques organoleptiques
- couleur : rouge rubis plus ou moins intense, tendant à l'orange avec le vieillissement
- odeur : fruits rouges, agréable, caractéristique de ce vin
- saveur : sèche, tannique, sapide, caractéristique

## Détails historiques
La Coopérative vinicole de Jerzu a été créée par le Dr Josto Miglior.

## Mariage conseillé
- Venaison, fromages affinés (Brebis).

## Production
Province, saison, volume en hectolitres :
- Nuoro  (1992/93)  3919,43
- Nuoro  (1993/94)  3621,07
- Nuoro  (1994/95)  3621,07
- Nuoro  (1995/96)  3319,4
- Nuoro  (1996/97)  1810,41